# Mario Cardinal
Mario Cardinal est un écrivain canadien né en 1932 à Saint-Thimothée, Québec. Il a connu une longue carrière de journaliste pendant 45 ans. Il possède en outre une solide connaissance du milieu de la communication au Québec et dans le monde. Il est récipiendaire, en 2006, de la Médaille de l'Assemblée nationale.

## Expérience
Son expérience est très diversifiée : presse écrite pendant 12 ans ; presse électronique, radio et télévision, pendant 24 ans. À cette feuille de route professionnelle s’ajoutent 4 années pendant lesquelles il a assumé les fonctions d’ombudsman pour tout le réseau français de la Société Radio-Canada, acquérant ainsi une rare compétence en matière de déontologie journalistique.   L’expérience internationale en qualité de formateur de Mario Cardinal lui vaut une réputation de spécialiste du rôle de la presse comme outil de développement et comme donnée essentielle dans l’établissement et le maintien d’un régime démocratique.  Il a formé une quantité impressionnante de jeunes journalistes et de journalistes expérimentés soucieux de se perfectionner, et à ce titre, a contribué à faire du journalisme un métier où l'éthique demeurera toujours souveraine. 

## Formation académique
- Séminaire de Valleyfield
- Université de Montréal (sciences sociales, politiques et économiques)
- Université de Toronto (sciences politiques)

## Vie professionnelle

### Journaliste professionnel (1957-2002)
- Le Devoir (1957-1967) Journaliste, Informations générales et politiques, puis Chef des nouvelles.
- Le Soleil (1967-1969) Directeur de la rédaction.
- Le Magazine Maclean (1969) Rédacteur en chef.
- Société Radio-Canada (1969-2002) Journaliste-intervieweur et superviseur (1969-1970), Directeur du Service de nouvelles radio-télévision (1970-1971), Directeur du Service de l'information télévisée (1971-1975), Producteur-intervieweur de dossiers d'actualité (1975-1983), Producteur et réalisateur des émissions Le Magazine économique et Dimanche-Magazine (1983-1993), Ombudsman (1993-1997).
- Mario Cardinal retourne à Radio-Canada de 2000 à 2002 après sa "retraite" afin de relever au pied levé un collègue au titre de rédacteur en chef de la série télévisée Le Canada, une histoire populaire / Canada, a People’s History.

### Formateur de journalistes (1976-1997)
- Institut international de la communication, Vice-président (1976-1986).
- Centre d'Études des Sciences et Techniques de l'Information de l'Université de Dakar (Sénégal), Directeur (1977).
- Programme de formation des communicateurs africains (PFCA) de l’Université de Montréal, Chargé de la formation d’étudiants africains en journalisme (1975-1982).
- Centre d'Études des Sciences et Techniques de l'Information (CESTI) de l'Université de Dakar (Sénégal), Chargé de mission d'enseignement  (1978-1982).
- École Supérieure des Sciences et Techniques de l'Information (ESSTI) de l'Université de Yaoundé (Cameroun), Chargé de mission d’enseignement et/ou de direction pédagogique (1979-1986).
- ACDI dans le cadre du programme d'aide au  processus démocratique au Niger, Expert-conseil à Niamey (1992)..
- Congrès spécial des journalistes de la Côte d’Ivoire, Conférencier à Abidjan (1995)
- Haute autorité de l’audiovisuel et des communications (HAAC) du Bénin, Conseiller technique auprès du président lors des élections présidentielles (1996).
- Institut pour le développement de la démocratie et des médias (IDDM), Consultant en formation journalistique pour le projet “Démocratie et médias” (1996-1997).
- Conseiller en communications auprès de la Présidence des Îles Comores (1977)
- Département d'éducation permanente (journalisme), Université de Montréal, Chargé de cours (1976-1977).
- Département de journalisme et communication, Université Laval de Québec, Chargé de cours (1976-1978).
- À titre d’ombudsman, responsable de la formation en déontologie de tous les journalistes de la Société Radio-Canada, à Montréal et dans les postes du réseau (1994-1997).

### À titre de bénévole
- Secrétaire de l’Union canadienne des journalistes de langue française (UCJPLF) (1965-1967).
- Commissaire d’écoles à la Commission scolaire Sainte-Anne de Bellevue-Senneville (1960-1965).
- Président de la Commission scolaire Sainte-Anne de Bellevue-Senneville (1963-1965).
- Membre du comité de parents de l’École Nouvelle Querbes et de l’École secondaire Paul-Gérin-Lajoie (1970-1985).
- Membre du Centre canadien d’étude et de coopération internationale (1997-2005).
- Membre de la Fondation Paul Gérin-Lajoie (parrain d’une enfant africaine, 1990-2000).
- Membre du Grand jury du prix des Hebdos du Québec (1997-2009).

## Publications
- Si l’Union nationale m’était contée…, en collaboration avec Vincent Lemieux et Florian Sauvageau. Les Éditions Boréal Express, 1978
- Bienheureuse Mère Teresa de Calcutta, Novalis 2003 en collaboration avec Radio-Canada. Traduit en anglais sous le titre Blessed Mother Teresa of Calcutta
- Il ne faut pas toujours croire les journalistes, Bayard Canada, 2005
- Point de rupture, Québec/Canada. Le référendum de 1995. Bayard Canada en collaboration avec la Société Radio-Canada, 2005. Traduit en anglais sous le titre Breaking Point : Quebec / Canada The 1995 Referendum
- Paul Gérin-Lajoie, l’homme qui veut changer le monde,Libre Expression, 2007
- Pourquoi j’ai fondé Le Devoir – Henri Bourassa et son temps, Libre Expression, 2010

Le livre Point de rupture, Québec/Canada. Le référendum de 1995 a remporté le Premier Prix de la Présidence de l’Assemblée Nationale du Québec en 2006.